# Alois Friedrich von Brühl
Alois (Aloysius) Friedrich von Brühl, född den 31 juli 1739 i Dresden, död den 31 januari 1793 i Berlin, var en tysk greve, militär och ämbetsman.
von Brühl blev 1758 polsk kronstorfälttygmästare och deltog på österrikarnas sida i sjuåriga kriget (1756–1763). Efter August III:s död (1763) förlorade han de flesta av sina ämbeten i Polen och Sachsen och levde från 1785 på sitt gods Pförten, sysselsatt med musik och dramatiskt författarskap. Många av hans arbeten utkom 1785–1804 under titeln Theatralische Belustigungen.
Alois Friedrich von Brühl var äldste son till Heinrich von Brühl och farbror till Carl von Brühl. Han var morfar till Friedrich och Leo von Thun und Hohenstein.